# FitzRoy Somerset, 1:e baron Raglan

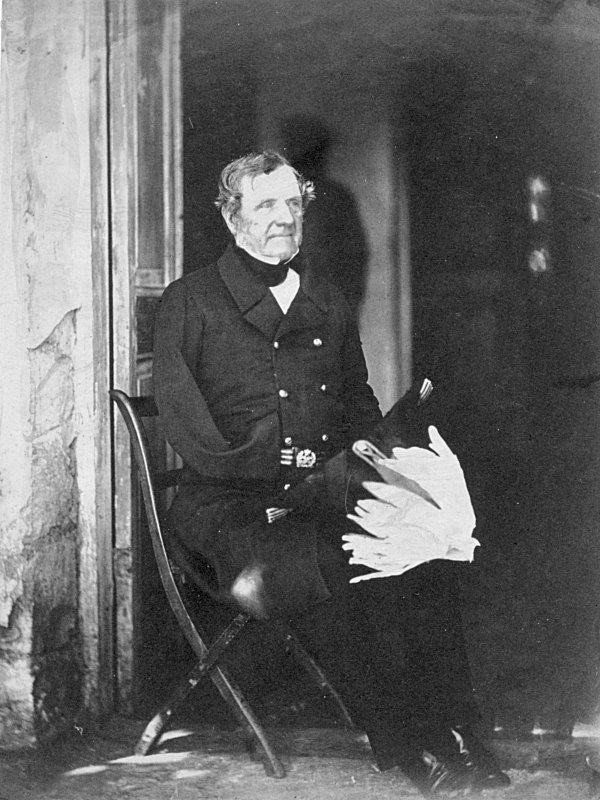
FitzRoy Somerset, 1:e baron Raglan.

FitzRoy James Henry Somerset, 1:e baron Raglan (Lord Raglan), född 30 september 1788 på Badminton House i Badminton, Gloucestershire, död 28 juni 1855 i Sevastopol på Krim, var en brittisk fältmarskalk, yngre bror till lord Edward Somerset.
Han var yngste son till 5:e hertigen av Beaufort och bar till 1852 titeln lord FitzRoy Somerset. Han blev dragonofficer 1804 och deltog 1807 som kapten i Wellingtons stab i dennes expedition till Köpenhamn och var under hela Pyreneiska kriget Wellingtons närmaste hjälpreda, först som adjutant, sedan som militärsekreterare. Särskilt utmärkte han sig genom stor tapperhet vid stormningen av Badajoz (1812). Vid Waterloo, där han var med som Wellingtons militärsekreterare, blev han så svårt sårad i högra armen att han måste amputeras (1815). Samma år gifte han sig med en brorsdotter till Wellington och var dennes sekreterare från 1819 vid generalfälttygmästarämbetet och 1827–52, då Wellington var arméns högste befälhavare. 1818–20 och 1826–29 var Somerset medlem av underhuset. 
Han blev 1852 generalfälttygmästare (master general of the ordnance), upphöjdes samma år till baron Raglan, erhöll 1854 generals grad och fick samma år befälet över de engelska trupper som sändes till Krim. Han gav där prov såväl på god organisationsförmåga som på diplomatisk skicklighet vid förhandlingarna med de franska och turkiska militära myndigheter, med vilka han hade skulle samarbeta med. Han vann den 20 september 1854 segern vid Alma och den 5 november segern i slaget vid Inkerman, efter vilken han utnämndes till fältmarskalk. De förfärande brister i utrustning och hälsovård, som utsatte de brittiska trupperna utanför Sevastopol för så svåra lidanden den stränga vintern 1854–55, skylldes först av allmänna opinionen på Somerset, men vållades faktiskt huvudsakligen av försumlighet hemma i England. De orättvisa anklagelserna, fältlivets umbäranden och bekymmer över misslyckandet av stormningsförsöket den 18 juni 1855 bröt ned honom fullständigt och han dukade under för en häftig magsjukdom i kriget framför Sevastopol.
Han har gett namn åt klädesplagget raglan som från början var en sorts rock, men ordet används nu också för den sorts ärmar som raglan-rocken har. Med denna ärm ville han dölja att ena armen hade amputerats. En raglanärm skärs från axeln och sys samman med livet med en diagonal söm.